# Системи газопостачання
Системи газопостачання — системи призначені для транспортування і розподілу газу між споживачами на побутові, комунально-побутові й технологічні потреби.
Газопостачання міст може здійснюватися природним газом, що видобувається з надр землі, зрідженим газом, одержуваним з побіжного нафтового газу, і коксовим газом, який виробляється на заводах шляхом термічної обробки твердого палива без доступу повітря.
У порівнянні з твердим газоподібне паливо має такі переваги:
- воно, як правило, більш економічне;
- поліпшує санітарно-гігієнічний стан міста (відсутність викиду в атмосферу вугільного пилу, золи і сірчистих газів);
- полегшує працю людини в побуті і на виробництві;
- звільняє внутрішньоміський транспорт від перевезень палива і територію міста від складів палива і відвалів золи та шлаку;
- застосування газу полегшує автоматизацію теплових виробничих процесів і скорочує чисельність обслуговчого персоналу, дозволяє здійснити економічно ефективні технологічні процеси.

Газове господарство населених місць складається з таких основних споруд: газорозподільні станції ГРС (природний газ) або газові заводи (штучний газ), газгольдерні станції, зовнішні розподільні газопроводи різного тиску, газорегуляторні пункти ГРП, відгалуження і вводи на об'єкти, які використовують газ, а також внутрішні газопроводи і прилади споживання газу.

## Класифікація систем газопостачання

Системи газопостачання населених місць: а — одноступінчаста; б — двоступінчаста; в — триступінчаста; г — багатоступінчаста; 1 — групова установка газу зрідженого (ГС); 2 — газорегуляторний пункт (ГРП); 3, 5, 6 — відповідно трубопроводи низького (СНД), середнього (ССД) і високого (СВД) тиску; 4 — відгілення до споживачів; 7 — газорозподільна станція; 8 — промислове підприємство (ПП)

Основним елементом міських систем газопостачання є газопроводи, які класифікують за тиском газу і призначенням.
Залежно від максимального робочого тиску газу газопроводи підрозділяють на такі категорії:
- низького тиску — з тиском газу не більше 5 кПа;
- середнього тиску — з тиском газу від 5 кПа до 0,3 МПа;
- високого тиску:
  - I категорії з тиском газу більше 0,3 й до 1,2 МПа;
  - II категорії з тиском газу більше 1,3 й до 1,6 МПа.

Газопроводи низького тиску призначаються для постачання газом житлових і громадських будівель, а також дрібних промислових і комунально-побутових підприємств.
Газопроводи середнього і високого (II категорії) тиску прокладають для живлення розподільних газопроводів низького і середнього тиску (через газорегуляторні пункти), а також промислових і комунально-побутових підприємств (через місцеві газорегуляторні установки).
Газопроводи високого тиску (з тиском газу більше 0,6 МПа) призначені для подачі газу до міських газорегуляторних пунктів, а також до підприємств, технологічні процеси яких потребують застосування газу високого тиску.
За виглядом у плані системи розподілу газу поділяються на тупикові, кільцеві й змішані. Конфігурація газових мереж, а також робочий тиск в них в умовах міста впливають на розміщення ГРС, ГРП.
За числом ступенів тиску в газових мережах системи газопостачання поділяються на одно-, дво-, три- і багатоступінчасті. Необхідність сумісного застосування декількох ступенів тиску газу в містах виникає через велику протяжність міських газопроводів, які несуть великі газові навантаження, наявність споживачів, які потребують різних тисків, через
умови експлуатації та ін.
Представлена схема одноступінчастої системи розподілу газу, що складається з газгольдерної станції низького тиску, кінцевого газорегуляторного пункту низького тиску, кільцевих газопроводів низького тиску, відгалужень до споживачів і тупикового газопроводу низького тиску. При живленні від однієї точки газові мережі мають великі діаметри, а розподіл
газу по мережі характеризується відносно великою нерівномірністю. Тому звичайно живлення мережі газом здійснюється в декількох точках, для чого застосовують газорозподільні станції.
Схема двоступінчастої системи газопостачання. Газ середнього тиску по газопроводу підводиться до газорегуляторних пунктів, які розташовуються поза кварталом на вільних від забудови майданчиках. Із газорегуляторних пунктів після зниження тиску газ надходить до газоводів низького тиску, з яких через вводи від підводиться до внутрішньодомової
мережі.
У великих містах з розвинутою промисловістю при наявності споживачів газу середнього тиску може застосовуватись три- або багатоступінчаста системи розподілу газу: високого (однієї або двох категорій), середнього і низького тиску. У цьому разі газ від джерела подається до окремих районів міста під високим тиском на регуляторні пункти, які знижують тиск газу до середнього. Усередині районів розташовані ГРП, що знижують тиск газу до низького. На ці станції газ надходить по газопроводах середнього тиску. Мережа низького тиску має найбільші розгалуження і протяжність.
У системі газопостачання можуть бути передбачені також комбіновані ГРП, які одночасно знижують тиск газу від високого до середнього й від середнього до низького.